# Classe Aresa

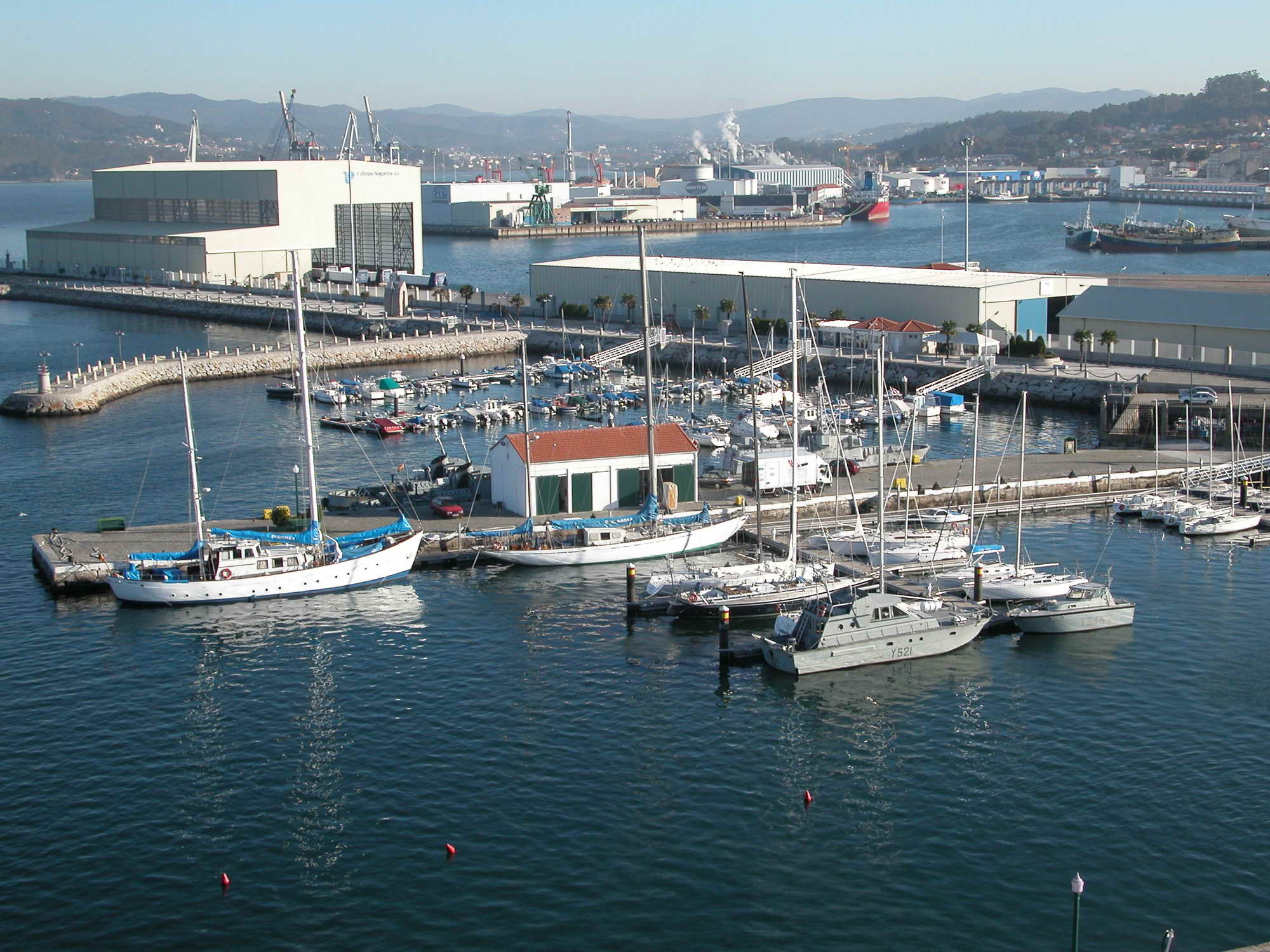
Le Y-521 de la Classe Aresa, au centre de l'image).

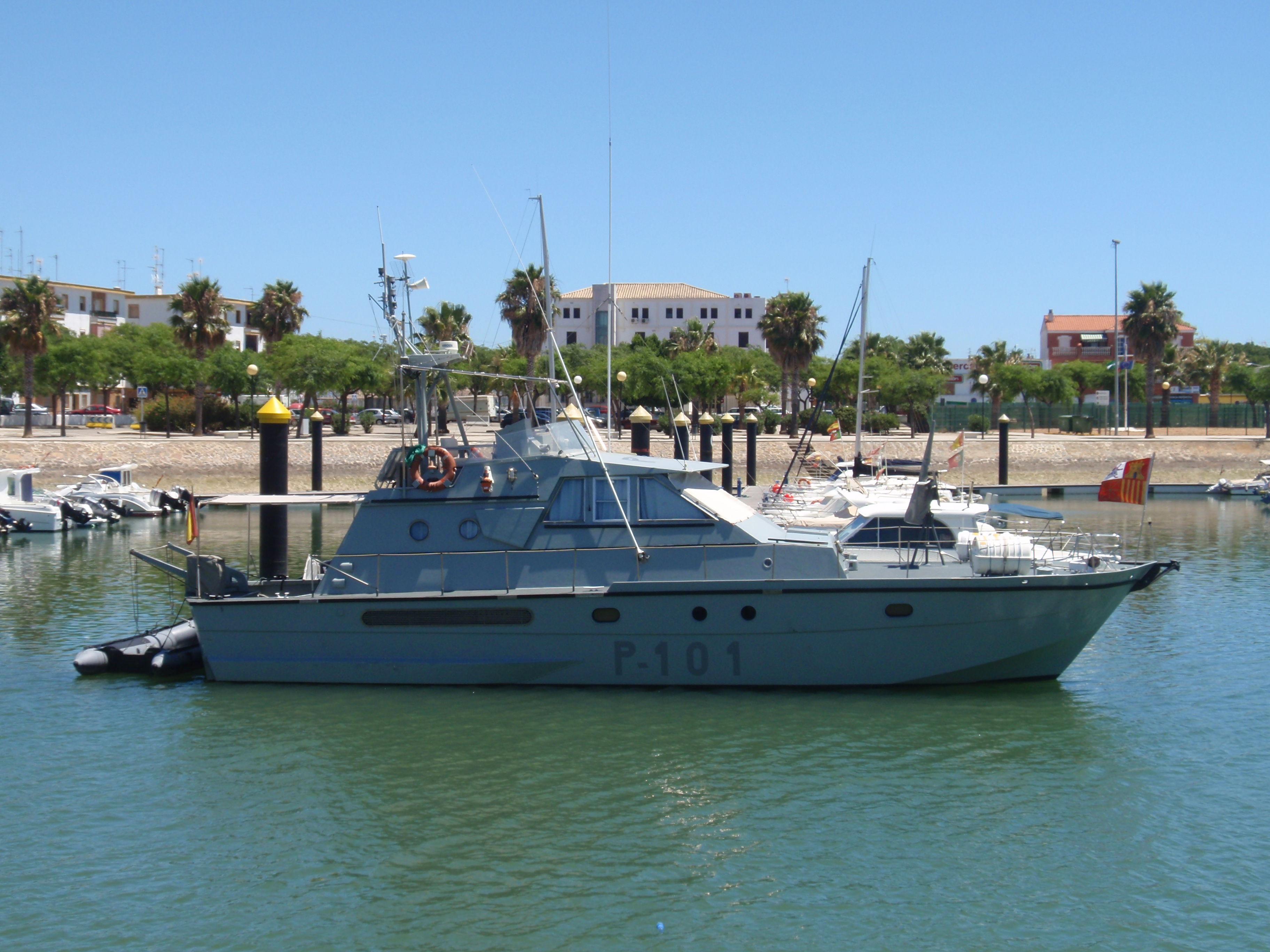

Classe Aresa PVC-160 est une classe de patrouilleur de l'armada espagnole construite en Espagne, utilisé pour la surveillance du littoral.

## Description
Ils arrivent dans la marine en 1978.Ce sont des patrouilleurs légers.

## Dotation
- Y-521
- Y-537